# 국가지원지방도 제96호선
국가지원지방도 제96호선은 충청남도 태안군 근흥면 신진도리 안흥항에서 출발하여 세종특별자치시를 경유하여 충청북도 청주시 상당구 미원면 쌍이리에서 끝나는 국가지원지방도이다. 일부 구간은 개설되지 않았다.

## 역사
본래 1994년 국도 제40호선의 종점을 공주에서 청원으로 연장하는 계획에 따라 포함되었던 구간으로 국도 제40호선으로 예정되어 있었으나 국가 재정 부족으로 국도로 지정되지 못하고 국가지원지방도 제40호선으로 지정되었다. 그러다 2001년 기존 국도 제40호선과 중첩되던 홍성~보령~공주 구간으로 이어지던 기존 국가지원지방도 제40호선을 폐지하고 국도 제40호선과 별개의 노선 구간인 홍성~청양~공주 구간으로 변경된 국가지원지방도 제96호선이 신설되었다.
- 1996년 7월 19일 : 충청남도 태안군 태안읍 ~ 충청북도 청원군 부용면 구간을 국가지원지방도 제40호 태안 ~ 청원선으로 지정[1]
- 2001년 8월 25일 : 기존 국가지원지방도 제40호선을 폐지하고 중간 경유지를 변경해 국가지원지방도 제96호선 태안 ~ 청원선으로 노선 신설[2]
- 2001년 11월 10일 : 태안군 남면 원청리 ~ 서산시 부석면 창리 6.27 km 구간 개통[3]
- 2002년 7월 10일 : 서산시 부석면 창리 ~ 홍성군 서부면 광리 13.38 km 구간 확장 개통[4]
- 2002년 11월 11일 : 청룡교(공주시 신풍면 용수리) 250m 구간 재가설 개통[5], 공주시 신풍면 청흥리 ~ 용수리 450m 구간 개통[6]
- 2003년 10월 10일 : 청양군 대치면 농소리 ~ 상갑리 2.75 km 구간 신설 개통[7]
- 2004년 9월 10일 : 공주시 이인면 달산리 ~ 탄천면 대학리 5.7 km 구간 확장 개통[8]
- 2004년 12월 20일 : 공주시 장기면 장암리 ~ 금암리 3.43 km 구간 개통[9]
- 2007년 10월 22일 : 홍성군 은하면 장척리 ~ 광천읍 신진리 2.4 km 구간 확장 개통[10]
- 2007년 12월 10일 : 연기군 남면 양화리 ~ 동면 응암리 6.72 km 구간 확장 개통[11]
- 2008년 11월 17일 : 종점이 충청북도 청원군 부용면에서 오창읍으로 변경.[12]
- 2008년 12월 26일 : 충청북도 구간 도로구역 지정[13]
- 2009년 4월 28일 : 청원군 부용면 갈산리 ~ 외천리 구간 개통[14]
- 2012년 3월 30일 : 공주시 장기면 금암리 ~ 연기군 남면 송원리 2.1 km 구간, 청양군 운곡면 위라리 ~ 대치면 농소리 1.46 km 구간 개통.[15]
- 2012년 10월 22일 : 세종특별자치시 남면 나성리 ~ 송원리 1.242 km 구간,  나성4교 ~ 남면 종촌리 466m 구간 개통[16]
- 2013년 6월 20일 : 세종특별자치시 나성동 539m 구간 개통[17]
- 2016년 7월 13일 : 기점을 태안군 남면 원청리 원청사거리에서 신진도리 안흥항으로 변경. 이에 따라 총 연장이 176.1km에서 209.2km로 연장.[18]
- 2016년 12월 30일 : 원청 ~ 태안간 도로 1공구(태안군 남면 원청리 ~ 신장리) 7.1 km 구간 확장 개통 및 기존 태안군 남면 달산리 ~ 신장리 2.0 km 구간 폐지[19]
- 2017년 6월 30일 : 원청 ~ 태안간 도로 2공구(태안군 남면 신장리 ~ 태안읍 장산리) 7.2 km 구간 확장 개통 및 기존 태안군 태안읍 남산리 500m 구간 폐지[20]
- 2021년 6월 22일 : 종점을 충청북도 청주시 청원구 오창읍 농소리에서 충청북도 청주시 상당구 미원면 쌍이리로 연장[21]
- 2023년 12월 10일 : 이호 ~ 양곡간 도로(홍성군 서부면 이호리 ~ 판교리) 4.85km 구간 확장 개통, 기존 500m 구간 폐지[22]

## 주요 경유지
충청남도
- 태안군 (근흥면 · 태안읍 · 남면) - 서산시 부석면 · 홍성군 (서부면 · 결성면 · 은하면 · 광천읍 · 장곡면) - 청양군 (비봉면 · 운곡면 · 대치면) - 공주시 (신풍면 · 우성면) - 청양군 목면 - 공주시 (우성면 · 이인면 · 탄천면 · 이인면 · 태봉동 · 봉정동 · 웅진동 · 금성동 · 신관동 · 월송동 · 무릉동 · 석장리동)

세종특별자치시
- 장군면 · 가람동 · 한솔동 · 나성동 · 어진동 · 세종동 · 합강동 · 연동면 · 부강면

충청북도
- 청주시 서원구 (남이면 · 미평동 · 분평동 · 수곡동 · 모충동) - 상당구 (석교동 · 서운동 · 문화동 · 수동 · 북문로2가 · 영동 · 사직동 · 사창동) - 흥덕구 (복대동 · 송정동 · 봉명동 · 화계동 · 송절동 · 원평동 · 상신동 · 옥산면 · 원평동) - 청원구 (오창읍 · 내수읍) - 상당구 미원면

## 노선

### 충청남도
| 이름                                    | 접속 노선                                        | 소재지                                            | 소재지                                    | 비고                                                   |
| --------------------------------------- | ------------------------------------------------ | ------------------------------------------------- | ----------------------------------------- | ------------------------------------------------------ |
| 안흥항                                  | 마도길 신진부두길                                | 태안군                                            | 근흥면                                    | 기점 지방도 제603호선과 중복                           |
| 신진대교 서단                           | 신진대교길                                       | 태안군                                            | 근흥면                                    | 지방도 제603호선과 중복                                |
| 신진대교                                |                                                  | 태안군                                            | 근흥면                                    | 지방도 제603호선과 중복                                |
| 안흥항입구 교차로                       | 안흥성길 안흥1길                                 | 태안군                                            | 근흥면                                    | 지방도 제603호선과 중복                                |
| 정죽리                                  | 정산포로                                         | 태안군                                            | 근흥면                                    | 지방도 제603호선과 중복                                |
| 연포삼거리                              | 용도로                                           | 태안군                                            | 근흥면                                    | 지방도 제603호선과 중복                                |
| 근흥면 행정복지센터                     |                                                  | 태안군                                            | 근흥면                                    | 지방도 제603호선과 중복                                |
| 신대삼거리                              | 용도로                                           | 태안군                                            | 근흥면                                    | 지방도 제603호선과 중복                                |
| 근흥초등학교 근흥중학교                 |                                                  | 태안군                                            | 근흥면                                    | 지방도 제603호선과 중복                                |
| 안기삼거리                              | 마금로                                           | 태안군                                            | 근흥면                                    | 지방도 제603호선과 중복                                |
| 용신교                                  |                                                  | 태안군                                            | 근흥면                                    | 지방도 제603호선과 중복                                |
| 두야교회 교차로                         | 근흥로                                           | 태안군                                            | 근흥면                                    | 지방도 제603호선과 중복                                |
| 추동 교차로                             | 근흥로                                           | 태안군                                            | 근흥면                                    | 지방도 제603호선과 중복                                |
| 두야 교차로                             | 국도 제32호선 (서해로) 지방도 제603호선 (태흥로) | 태안군                                            | 태안읍                                    | 지방도 제603호선과 중복 국도 제32호선과 중복           |
| 장산 교차로                             | 근흥로 동백로                                    | 태안군                                            | 태안읍                                    | 국도 제32호선과 중복                                   |
| (장산지하통로6)                         | 탑골길                                           | 태안군                                            | 태안읍                                    | 국도 제32호선과 중복                                   |
| 남문 교차로                             | 국도 제32호선 국도 제77호선 (서해로) 환동로      | 태안군                                            | 태안읍                                    | 국도 제32호선과 중복 국도 제77호선과 중복              |
| (이름 없음)                             | 남산1길                                          | 태안군                                            | 태안읍                                    | 국도 제77호선과 중복                                   |
| (이름 없음)                             | 속햇말길                                         | 태안군                                            | 태안읍                                    | 국도 제77호선과 중복 상행 진출 불가 하행 진입 불가     |
| 송남 교차로                             | 송암로                                           | 태안군                                            | 태안읍                                    | 국도 제77호선과 중복                                   |
| 남산 교차로                             |                                                  | 태안군                                            | 태안읍                                    | 국도 제77호선과 중복                                   |
| 진산2 교차로                            | 진산1길                                          | 태안군                                            | 태안읍                                    | 국도 제77호선과 중복                                   |
| 진산 교차로                             | 진산1길                                          | 태안군                                            | 남면                                      | 국도 제77호선과 중복                                   |
| 남진 교차로                             | 연꽃길 진산2길                                   | 태안군                                            | 남면                                      | 국도 제77호선과 중복                                   |
| 서초휴양소 (구 남진초등학교)            |                                                  | 태안군                                            | 남면                                      | 국도 제77호선과 중복                                   |
| 몽산 교차로                             | 몽대로                                           | 태안군                                            | 남면                                      | 국도 제77호선과 중복                                   |
| 신장 교차로                             | 연꽃길 우운길                                    | 태안군                                            | 남면                                      | 국도 제77호선과 중복                                   |
| 삼거리 교차로                           | 남면로                                           | 태안군                                            | 남면                                      | 국도 제77호선과 중복                                   |
| 몽산포 교차로                           | 남면로 몽산포길                                  | 태안군                                            | 남면                                      | 국도 제77호선과 중복                                   |
| 쪽다리 교차로                           | 남면로                                           | 태안군                                            | 남면                                      | 국도 제77호선과 중복 상행 진출 불가 하행 진입 불가     |
| 양잠1 교차로                            | 적돌길                                           | 태안군                                            | 남면                                      | 국도 제77호선과 중복                                   |
| 양잠 교차로                             | 적돌길                                           | 태안군                                            | 남면                                      | 국도 제77호선과 중복                                   |
| 달산포 교차로                           | 달산포로                                         | 태안군                                            | 남면                                      | 국도 제77호선과 중복                                   |
| 청포대 교차로                           | 청포대길                                         | 태안군                                            | 남면                                      | 국도 제77호선과 중복                                   |
| 원청 교차로                             | 국도 제77호선 (안면대로) 별주부길                | 태안군                                            | 남면                                      | 국도 제77호선과 중복                                   |
| 당암포구                                | 한바위길                                         | 태안군                                            | 남면                                      |                                                        |
| 서산B지구방조제                         |                                                  | 태안군                                            | 남면                                      |                                                        |
|                                         | 서산시                                           | 부석면                                            |                                           |                                                        |
| 창리교                                  | 서산시                                           | 부석면                                            |                                           |                                                        |
| 창리 교차로                             | 서산시                                           | 부석면                                            | 지방도 제649호선 (무학로) 창리2길         |                                                        |
| 버드랜드 교차로                         | 서산시                                           | 부석면                                            |                                           |                                                        |
| 간월영농 교차로                         | 서산시                                           | 부석면                                            | 간월도1길                                 |                                                        |
| 간월 교차로                             | 서산시                                           | 부석면                                            | 간월도2길                                 |                                                        |
| 서산A지구방조제                         | 서산시                                           | 부석면                                            |                                           |                                                        |
|                                         | 홍성군                                           | 서부면                                            |                                           |                                                        |
| 궁리교                                  | 홍성군                                           | 서부면                                            |                                           |                                                        |
| 궁리 교차로                             | 홍성군                                           | 서부면                                            | 서부서길                                  |                                                        |
| 광리 교차로                             | 홍성군                                           | 서부면                                            | 국도 제40호선 (천수만로) 서부서길         | 국도 제40호선과 중복                                   |
| 이호 교차로                             | 홍성군                                           | 서부면                                            | 국도 제40호선 (서부로) 와룡로 이호길      | 국도 제40호선과 중복                                   |
| 중리 교차로                             | 홍성군                                           | 서부면                                            | 와룡로72번길                              |                                                        |
| 판교마을 교차로                         | 홍성군                                           | 서부면                                            | 홍남서로375번길                           |                                                        |
| 판교 교차로                             | 홍성군                                           | 서부면                                            | 홍남서로                                  |                                                        |
| 먹물고개                                | 홍성군                                           | 서부면                                            |                                           |                                                        |
|                                         | 홍성군                                           | 결성면                                            |                                           |                                                        |
| 읍내사거리                              | 홍성군                                           | 구성남로 홍남서로738번길                          |                                           |                                                        |
| 해창고개 해창교                         | 홍성군                                           |                                                   |                                           |                                                        |
| 목현 교차로                             | 홍성군                                           | 은하로 임해로                                     | 은하면                                    |                                                        |
| 화봉삼거리                              | 홍성군                                           | 은하로184번길                                     | 은하면                                    |                                                        |
| 광천 나들목 (광천IC 교차로)             | 홍성군                                           | 15호선 서해안고속도로                             | 은하면                                    |                                                        |
| 은하 교차로                             | 홍성군                                           | 천광로 홍남로515번길                              | 은하면                                    |                                                        |
| 상정교                                  | 홍성군                                           |                                                   | 광천읍                                    |                                                        |
| 단아래사거리                            | 홍성군                                           | 국도 제21호선 (충서로)                            | 광천읍                                    |                                                        |
| 광천오거리                              | 홍성군                                           | 광천로 광천로329번길                              | 광천읍                                    |                                                        |
| 광천제일고등학교 광천생활체육공원       | 홍성군                                           |                                                   | 광천읍                                    |                                                        |
| 소암삼거리                              | 홍성군                                           | 광금남로                                          | 광천읍                                    |                                                        |
| 대평초등학교 대평교                     | 홍성군                                           |                                                   | 광천읍                                    |                                                        |
| 대평삼거리                              | 홍성군                                           | 홍남동로183번길                                   | 광천읍                                    |                                                        |
| 장곡면 행정복지센터 장곡보건지소        | 홍성군                                           |                                                   | 장곡면                                    |                                                        |
| 상송삼거리                              | 홍성군                                           | 지방도 제609호선 (홍장남로)                       | 장곡면                                    |                                                        |
| 숯고개                                  | 홍성군                                           |                                                   | 장곡면                                    |                                                        |
| 산성삼거리                              | 홍성군                                           | 지방도 제619호선 (무한로)                         | 장곡면                                    | 지방도 제619호선과 중복                                |
| 산성교                                  | 홍성군                                           |                                                   | 장곡면                                    | 지방도 제619호선과 중복                                |
| 옥계삼거리                              | 홍성군                                           | 지방도 제619호선 (무한로)                         | 장곡면                                    | 지방도 제619호선과 중복                                |
| 반계교                                  | 홍성군                                           |                                                   | 장곡면                                    |                                                        |
|                                         | 청양군                                           | 비봉면                                            |                                           |                                                        |
| 용천리사거리                            | 청양군                                           | 비봉면                                            | 록평용당로                                |                                                        |
| 신원삼거리                              | 청양군                                           | 비봉면                                            | 국도 제29호선 (충절로)                    | 국도 제29호선과 중복                                   |
| (중묵삼거리)                            | 청양군                                           | 비봉면                                            | 국도 제29호선 (충절로)                    | 국도 제29호선과 중복                                   |
| 중묵교                                  | 청양군                                           | 비봉면                                            |                                           |                                                        |
| 운곡농공단지 후덕교                     | 청양군                                           |                                                   | 운곡면                                    |                                                        |
| 후덕삼거리                              | 청양군                                           | 국가지원지방도 제70호선 지방도 제645호선 (청신로) | 운곡면                                    | 국가지원지방도 제70호선과 중복 지방도 제645호선과 중복 |
| 국제문화대학원대학교(폐교)              | 청양군                                           |                                                   | 운곡면                                    | 국가지원지방도 제70호선과 중복 지방도 제645호선과 중복 |
| (효제리)                                | 청양군                                           | 국가지원지방도 제70호선 지방도 제645호선 (청신로) | 운곡면                                    | 국가지원지방도 제70호선과 중복 지방도 제645호선과 중복 |
| (농소리)                                | 청양군                                           | 가파로                                            | 대치면                                    |                                                        |
| 농소1교 농소2교 상강교                  | 청양군                                           |                                                   | 대치면                                    |                                                        |
| 가파마을                                | 청양군                                           |                                                   | 대치면                                    | 비포장구간                                             |
| 줄바위고개                              | 청양군                                           |                                                   | 대치면                                    | 비포장구간                                             |
|                                         | 공주시                                           | 신풍면                                            |                                           | 비포장구간                                             |
| (봉암)                                  | 공주시                                           | 신풍면                                            | 용수봉갑길                                |                                                        |
| 청룡교                                  | 공주시                                           | 신풍면                                            |                                           |                                                        |
| 청흥삼거리                              | 공주시                                           | 신풍면                                            | 국도 제39호선 (충의로)                    | 국도 제39호선과 중복                                   |
| 공주치즈스쿨 (구 대룡초등학교)          | 공주시                                           | 신풍면                                            |                                           | 국도 제39호선과 중복                                   |
| (입동)                                  | 공주시                                           | 신풍면                                            | 지방도 제604호선 (용봉입동로)             | 국도 제39호선과 중복 지방도 제604호선과 중복           |
| 입동 교차로                             | 공주시                                           | 신풍면                                            | 국도 제39호선 지방도 제604호선 (충의로)   | 국도 제39호선과 중복 지방도 제604호선과 중복           |
| 굴티고개                                | 공주시                                           | 신풍면                                            |                                           |                                                        |
|                                         | 공주시                                           | 우성면                                            |                                           |                                                        |
| 안양교                                  | 공주시                                           |                                                   |                                           |                                                        |
|                                         | 청양군                                           | 목면                                              |                                           |                                                        |
| 모덕교                                  | 청양군                                           | 목면                                              |                                           |                                                        |
|                                         | 공주시                                           | 우성면                                            |                                           |                                                        |
| 용봉 교차로                             | 공주시                                           | 우성면                                            | 국도 제36호선 (공수원로)                  |                                                        |
| (어천리)                                | 공주시                                           | 우성면                                            | 지방도 제625호선 (용봉어천길)             | 지방도 제625호선과 중복                                |
| 임장교                                  | 공주시                                           | 우성면                                            |                                           | 지방도 제625호선과 중복                                |
|                                         | 청양군                                           | 목면                                              |                                           | 지방도 제625호선과 중복                                |
| (신흥리)                                | 청양군                                           | 목면                                              | 지방도 제625호선 (금강변로)               | 지방도 제625호선과 중복                                |
| (교량 명칭 미상)                        | 청양군                                           | 목면                                              |                                           | 미개통 구간                                            |
| (교량 명칭 미상)                        |                                                  | 공주시                                            | 탄천면                                    | 미개통 구간                                            |
| 대학삼거리                              | 지방도 제651호선 (백제큰길)                      | 공주시                                            | 탄천면                                    |                                                        |
| 장수마을삼거리                          | 임천고개로                                       | 공주시                                            | 탄천면                                    |                                                        |
| 대학교                                  |                                                  | 공주시                                            | 탄천면                                    |                                                        |
| (달산리)                                | 검바위로                                         | 공주시                                            | 이인면                                    |                                                        |
| 달산 교차로                             | 국도 제40호선 (백제문화로)                       | 공주시                                            | 이인면                                    | 국도 제40호선과 중복                                   |
| 달산1교                                 |                                                  | 공주시                                            | 이인면                                    | 국도 제40호선과 중복                                   |
| 이인 교차로 (이인교)                    | 지방도 제697호선 (금광로) 물방아길               | 공주시                                            | 이인면                                    | 국도 제40호선과 중복                                   |
| 이인1교 이인2교 용성1교 용성2교 주봉1교 |                                                  | 공주시                                            | 이인면                                    | 국도 제40호선과 중복                                   |
| 주봉 교차로 (주봉2교)                   | 검바위로                                         | 공주시                                            | 이인면                                    | 국도 제40호선과 중복                                   |
| 주봉3교 주봉육교 밤갓육교               |                                                  | 공주시                                            | 이인면                                    | 국도 제40호선과 중복                                   |
| 태봉 교차로 (태봉교)                    | 우금티로 모새골길                                | 공주시                                            | 금학동                                    | 국도 제40호선과 중복                                   |
| 봉정 교차로                             | 우금티로                                         | 공주시                                            | 금학동                                    | 국도 제40호선과 중복 상행 진출입만 가능                |
| 봉정2교                                 |                                                  | 공주시                                            | 금학동                                    | 국도 제40호선과 중복                                   |
| 남공주 나들목                           | 25호선 논산천안고속도로                          | 공주시                                            | 금학동                                    | 국도 제40호선과 중복                                   |
| 봉정3교                                 |                                                  | 공주시                                            | 금학동                                    | 국도 제40호선과 중복                                   |
| 검상 교차로 (검상육교)                  | 검상안길                                         | 공주시                                            | 금학동                                    | 국도 제40호선과 중복                                   |
| 새재 교차로 (새재육교)                  | 승방길                                           | 공주시                                            | 금학동                                    | 국도 제40호선과 중복                                   |
| 경찰서앞 교차로                         | 무령로                                           | 공주시                                            | 웅진동                                    | 국도 제40호선과 중복                                   |
| 문예회관 교차로                         | 고마나루길                                       | 공주시                                            | 웅진동                                    | 국도 제40호선과 중복                                   |
| 공주중학교 공주교육지원청 왕릉교        |                                                  | 공주시                                            | 웅진동                                    | 국도 제40호선과 중복                                   |
| 공산성 회전교차로                       | 웅진로                                           | 공주시                                            | 웅진동                                    | 국도 제40호선과 중복                                   |
| 공산성                                  |                                                  | 공주시                                            | 웅진동                                    | 국도 제40호선과 중복                                   |
| 금강교                                  |                                                  | 공주시                                            | 웅진동                                    | 국도 제40호선과 중복                                   |
|                                         | 신관동                                           | 공주시                                            |                                           | 국도 제40호선과 중복                                   |
| 전막 교차로                             | 국도 제32호선 (금벽로)                           | 공주시                                            | 국도 제40호선과 중복 국도 제32호선과 중복 |                                                        |
| 중앙로삼거리                            | 번영1로                                          | 공주시                                            | 국도 제32호선과 중복                      |                                                        |
| 금강둔치 교차로                         | 신관로                                           | 공주시                                            | 국도 제32호선과 중복                      |                                                        |
| 대학로 교차로                           | 공주대학로                                       | 공주시                                            | 국도 제32호선과 중복                      |                                                        |
| 강북 교차로                             | 무령로                                           | 공주시                                            | 국도 제32호선과 중복                      |                                                        |
| 월송 교차로                             | 국도 제23호선 (차령로)                           | 공주시                                            | 국도 제32호선과 중복                      | 월송동                                                 |
| (이름 없음)                             | 무릉동길                                         | 공주시                                            | 국도 제32호선과 중복                      | 월송동                                                 |
| 장암교                                  | 석장리길                                         | 공주시                                            | 국도 제32호선과 중복                      | 월송동                                                 |

- 공사구간 (2023년 완공 예정) : 홍성군 서부면 이호리 ~ 중리 ~ 판교리 ~ 판교보건진료소

### 세종특별자치시
| 이름                         | 접속 노선                     | 소재지         | 소재지              | 비고                 |
| ---------------------------- | ----------------------------- | -------------- | ------------------- | -------------------- |
| 장암 교차로                  | 국도 제32호선 (금벽로) 외암길 | 세종특별자치시 | 장군면              | 국도 제32호선과 중복 |
| 금암교                       |                               | 세종특별자치시 | 장군면              |                      |
| 금암삼거리                   | 정자말길                      | 세종특별자치시 | 장군면              |                      |
| 도남삼거리                   | 산림박물관길                  | 세종특별자치시 | 장군면              |                      |
| 송침삼거리                   | 사덕골길                      | 세종특별자치시 | 장군면              |                      |
| 송암교                       |                               | 세종특별자치시 | 장군면              |                      |
|                              | 한솔동                        | 세종특별자치시 |                     |                      |
| 열병합발전소                 | 라온로                        | 세종특별자치시 |                     |                      |
| 가람 교차로                  | 국도 제1호선 (세종로)         | 세종특별자치시 |                     |                      |
| 첫마을 교차로 (사름지하차도) | 한누리대로                    | 세종특별자치시 | 나성동              |                      |
| (이름 없음)                  | 갈매로                        | 세종특별자치시 | 나성동              |                      |
| 나성초등학교 나성중학교      |                               | 세종특별자치시 | 나성동              |                      |
| 나성4교                      |                               | 세종특별자치시 | 나성동              |                      |
|                              | 어진동                        | 세종특별자치시 |                     |                      |
| 롯데하이마트 세종점          | 가름로                        | 세종특별자치시 |                     |                      |
| 세종예술고등학교             |                               | 세종특별자치시 | 나성동              |                      |
| 세종 교차로                  | 절재로                        | 세종특별자치시 | 나성동              |                      |
| 양화1 교차로                 | 양화1길                       | 세종특별자치시 | 나성동              |                      |
| 새터 교차로                  | 월산황골길                    | 세종특별자치시 | 나성동              |                      |
| 월산 교차로                  | 월산공단로                    | 세종특별자치시 | 나성동              |                      |
| 월산교                       |                               | 세종특별자치시 | 나성동              |                      |
|                              | 반곡동                        | 세종특별자치시 |                     |                      |
| 합강IC교                     |                               | 세종특별자치시 |                     |                      |
| 합강 교차로                  | 한누리대로                    | 세종특별자치시 |                     |                      |
| 명학 교차로 (명학IC교)       | 원합강1길 삼성길              | 세종특별자치시 | 연동면              |                      |
| 명학교                       |                               | 세종특별자치시 | 연동면              |                      |
| 산수 교차로                  | 응암2길                       | 세종특별자치시 | 연동면              |                      |
| 응암교 응암1교               |                               | 세종특별자치시 | 연동면              |                      |
| 백천교                       |                               | 세종특별자치시 | 연동면              |                      |
|                              | 부강면                        | 세종특별자치시 |                     |                      |
| 갈산 교차로 (갈산교)         | 갈산산수로                    | 세종특별자치시 | 구 지방도 제507호선 |                      |
| 부강 교차로 (부강교)         | 부강행산로                    | 세종특별자치시 |                     |                      |
| 부강터널                     |                               | 세종특별자치시 | 연장 450m           |                      |
| 문곡 교차로                  | 부강외천로 문곡구절골길       |                |                     |                      |

### 충청북도
| 이름                                 | 접속 노선                                         | 소재지 | 소재지        | 비고                 |
| ------------------------------------ | ------------------------------------------------- | ------ | ------------- | -------------------- |
| 외천 교차로                          | 부강외천로 시목외천길                             | 청주시 | 서원구 남이면 |                      |
| 남청주 나들목                        | 1호선 경부고속도로                                | 청주시 | 서원구 남이면 |                      |
| 외천삼거리                           | 국도 제17호선 (청남로)                            | 청주시 | 서원구 남이면 | 국도 제17호선과 중복 |
| 남이외천삼거리                       | 남석로                                            | 청주시 | 서원구 남이면 | 국도 제17호선과 중복 |
| 척산삼거리                           | 척산회당로                                        | 청주시 | 서원구 남이면 | 국도 제17호선과 중복 |
| 대련삼거리                           | 대림로                                            | 청주시 | 서원구 남이면 | 국도 제17호선과 중복 |
| 가좌삼거리                           | 가좌신송로                                        | 청주시 | 서원구 남이면 | 국도 제17호선과 중복 |
| 양촌 분기점                          | 국도 제17호선 국도 제25호선 (3순환로)             | 청주시 | 서원구 남이면 | 국도 제17호선과 중복 |
| 가마 교차로                          | 2순환로                                           | 청주시 | 서원구 남이면 |                      |
| 이마트 청주점                        |                                                   | 청주시 | 서원구        |                      |
| 미평사거리                           | 궁뜰로 청남로1887번길                             | 청주시 | 서원구        |                      |
| 참사랑병원 충청북도교육청            |                                                   | 청주시 | 서원구        |                      |
| 분평사거리                           | 1순환로                                           | 청주시 | 서원구        |                      |
| 남성초등학교 충북고등학교 남성중학교 |                                                   | 청주시 | 서원구        |                      |
| (이름 없음)                          | 월평로 청남로2005번길                             | 청주시 | 서원구        |                      |
| 청주남중학교                         |                                                   | 청주시 | 서원구        |                      |
| 남중삼거리                           | 수영로                                            | 청주시 | 서원구        |                      |
| 청주교육대학교 청주교대부설초등학교  |                                                   | 청주시 | 서원구        |                      |
| (이름 없음)                          | 구룡산로                                          | 청주시 | 서원구        |                      |
| 모충사거리                           | 무심서로                                          | 청주시 | 서원구        |                      |
| 청남교                               |                                                   | 청주시 | 서원구        |                      |
|                                      | 상당구                                            | 청주시 |               |                      |
| 청남교사거리                         | 무심동로                                          | 청주시 |               |                      |
| 석교육거리                           | 단재로 영운로 상당로1번길 상당로3번길 상당로5번길 | 청주시 |               |                      |
| 구남궁병원사거리                     | 남사로 용담로                                     | 청주시 |               |                      |
| 도청사거리 (충청북도청)              | 상당로69번길 상당로70번길                         | 청주시 |               |                      |
| 상당사거리                           | 교동로 상당로                                     | 청주시 |               |                      |
| 청주대교사거리                       | 사직대로                                          | 청주시 |               |                      |
| 제1운천교 동단                       | 사북로                                            | 청주시 |               |                      |
| 흥덕대교 동단                        | 직지대로                                          | 청주시 | 청원구        |                      |
| 제2운천교 동단                       | 1순환로                                           | 청주시 | 청원구        |                      |
| 내사교                               |                                                   | 청주시 | 청원구        |                      |
| 송천교 동단                          | 2순환로                                           | 청주시 | 청원구        |                      |
| (교차로 명칭 미상)                   | 3순환로                                           | 청주시 | 청원구        | 미개통 구간          |
| (교량 명칭 미상)                     |                                                   | 청주시 | 청원구        | 미개통 구간          |
|                                      | 청원구 오창읍                                     | 청주시 |               | 미개통 구간          |
| 오창 나들목                          | 35호선 중부고속도로 지방도 제540호선 (오창대로)   | 청주시 | 종점          |                      |

## 도로명
충청남도
- 태안군 근흥면 안흥항 ~ 두야교회 교차로 : 근흥로
- 태안군 근흥면 두야교회 교차로 ~ 태안읍 두야 교차로 : 태흥로
- 태안군 태안읍 두야 교차로 ~ 남문 교차로 : 서해로
- 태안군 태안읍 남문 교차로 ~ 남면 원청사거리 : 안면대로
- 태안군 남면 원청사거리 ~ 홍성군 서부면 광리 교차로 : 천수만로
- 홍성군 서부면 광리 교차로 ~ 이호 교차로 : 서부로
- 홍성군 서부면 이호 교차로 ~ 판교 교차로 : 충의로
- 홍성군 서부면 판교 교차로 ~ 은하면 목현 교차로 : 홍남서로
- 홍성군 은하면 목현 교차로 ~ 광천읍 소암삼거리 : 홍남로
- 홍성군 광천읍 소암삼거리 ~ 장곡면 산성삼거리 : 홍남동로
- 홍성군 장곡면 산성삼거리 ~ 옥계삼거리 : 무한로
- 홍성군 장곡면 옥계삼거리 ~ 청양군 비봉면 신원삼거리 : 용천신원로
- 청양군 비봉면 신원삼거리 ~ (중묵삼거리) : 충절로
- 청양군 비봉면 (중묵삼거리) ~ 운곡면 후덕삼거리 : 중묵운곡로
- 청양군 운곡면 후덕삼거리 ~ (효제리) : 청신로
- 청양군 운곡면 (효제리) ~ 대치면 (농소리) : 방축길
- 청양군 대치면 (농소리) ~ 가파마을 : 가파로
- 공주시 신풍면 줄바위고개 ~ (봉암) : 줄바위길
- 공주시 신풍면 (봉암) ~ 입동 교차로 : 용수봉갑길
- 공주시 신풍면 입동 교차로 ~ 우성면 공수원사거리 : 용봉입동로
- 공주시 우성면 공수원사거리 ~ (어천리) : 용봉어천길
- 공주시 우성면 (어천리) ~ 청양군 목면 (신흥리) : 금강변로
- 공주시 탄천면 대학삼거리 ~ 이인면 (달천리) : 효심로
- 공주시 이인면 (달천리) ~ 달산 교차로 : 검바위로
- 공주시 이인면 달산 교차로 ~ 웅진동 경찰서앞 교차로 : 백제문화로
- 공주시 웅진동 경찰서앞 교차로 ~ 공산성 회전교차로 : 왕릉로
- 공주시 웅진동 공산성 회전교차로 ~ 신관동 전막 교차로 : 웅진로
- 공주시 신관동 전막 교차로 ~ 월송동 석장리동 : 금벽로

세종특별자치시
- 장군면 금암리 ~ 장암 교차로 : 금벽로
- 장군면 장암 교차로 ~ 보람동 송원 교차로 : 금송로
- 보람동 송원 교차로 ~ 대평 교차로 : 세종로
- 보람동 대평 교차로 ~ 새롬동 다솜동 : 행복대로
- 새롬동 다솜동 ~ 부강면 문곡리 : 연청로

충청북도
- 청주시 서원구 남이면 부용외천리 ~ 외천삼거리 : 연청로
- 청주시 서원구 남이면 외천삼거리 ~ 상당구 석교육거리 : 청남로
- 청주시 상당구 석교육거리 ~ 상당사거리 : 상당로
- 청주시 상당구 상당사거리 ~ 청주대교사거리 : 사직대로
- 청주시 상당구 청주대교사거리 ~ 청원구 송천교 동단 : 무심동로